# United Express
United Express è il marchio della filiale regionale di United Airlines, sotto la quale sei compagnie aeree regionali di proprietà individuale operano voli feeder a corto e medio raggio.
Il 1º ottobre 2010, UAL Corporation e Continental Airlines si sono fuse per formare United Continental Holdings, la holding della United Airlines appena fusa. Il 27 giugno 2019 United Express ha cambiato il nome della società madre da United Continental Holdings a United Airlines Holdings. Con la fusione di Continental e United, Continental Connection e Continental Express hanno gradualmente adottato il marchio United Express, portando il numero di operatori a dodici e il numero di aeromobili a oltre 550. Il primo aereo dipinto nella nuova livrea United Express del 2019 era un Embraer E175 gestito da ExpressJet. 
Al 30 novembre 2011, dopo che United ha ricevuto il suo certificato operativo unico a seguito della fusione con Continental Airlines, oltre 575 velivoli volano con il marchio United Express.

## Storia
Le principali compagnie aeree degli Stati Uniti hanno da tempo intrattenuto rapporti con vettori regionali che trasportavano i passeggeri dai piccoli centri alle città più grandi. L'Airline Deregulation Act stimolò il consolidamento del settore sia verticalmente che orizzontalmente e, poiché il sistema degli hub era diventato più pronunciato, le compagnie aeree formalizzarono queste relazioni attraverso la condivisione dei codici, del marchioe l'elenco dei partner regionali nei sistemi di prenotazione computerizzati. Il 1º maggio 1985 la United formalizzò una partnership con Air Wisconsin, Horizon Air, e WestAir come United Express, alimentando i suoi hub a Chicago-O'Hare, l'aeroporto internazionale di Seattle e l'aeroporto internazionale di San Francisco. Aspen Airways si unì presto al sistema United Express nel 1986 aumentando il numero di passeggeri presso lo hub a Denver-Stapleton. L'Aspen fu smantellata nel 1990 per essere venduta ad Air Wisconsin e Mesa Airlines. Horizon Air è stata acquistata da Alaska Airlines nel 1987, quando il contratto della Horizon come United Express venne annullato e un nuovo vettore, North Pacific Airlines (NPA), è stato istituito da WestAir per servire lo hub di Seattle e gli hub di Portland, Spokane, e Boise. NPA è stata fusa nella società madre, WestAir, nel 1991. Anche la San Juan Airlines di Seattle e la SouthCentral Air di Anchorage, in Alaska, hanno operato come United Express dal 1987 al 1989.
Nel 1988 Presidential Airways diventa un vettore United Express per il nuovo hub all'aeroporto internazionale di Washington Dulles, ma fallendo poco dopo. In risposta, WestAir formò una divisione orientale per servire Dulles. La stessa WestAir subì dei disordini; nel 1991 scorporò la nuova divisione in una compagnia indipendente, Atlantic Coast Airlines (ACA), che anni dopo sarebbe diventata Independence Air.

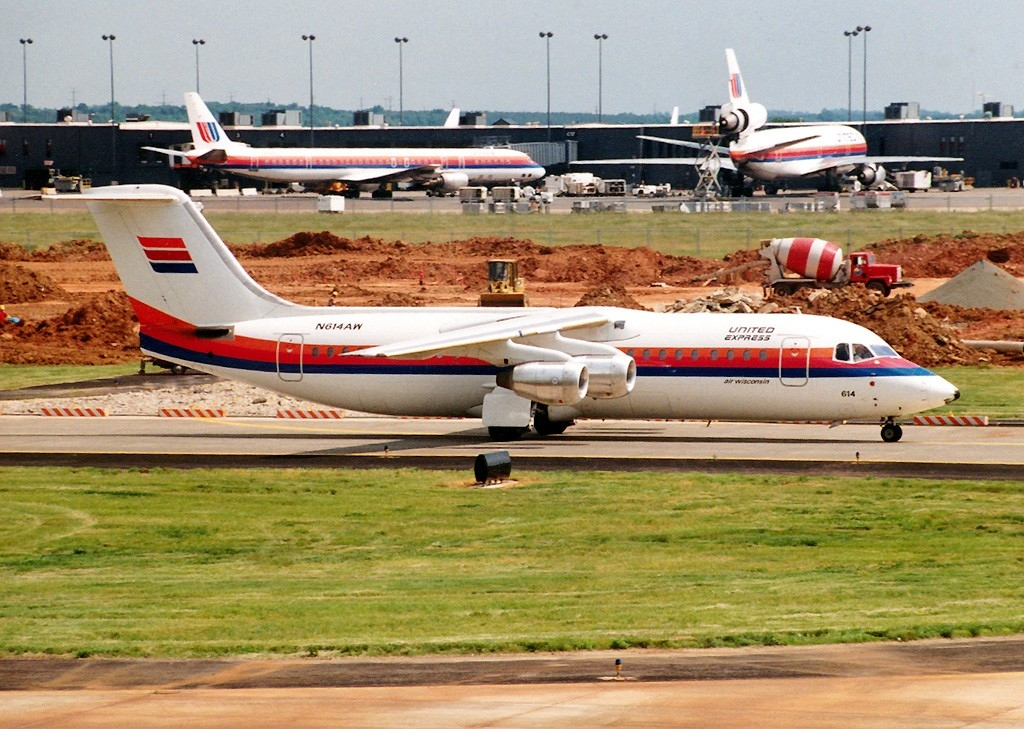
Un BAe 146-300 di United Express nella livrea utilizzata dal 1985 al 1993 all'aeroporto internazionale di Washington-Dulles nel 1990, sullo sfondo un più grande McDonnell Douglas DC-8 e un McDonnell Douglas DC-10 della stessa compagnia.

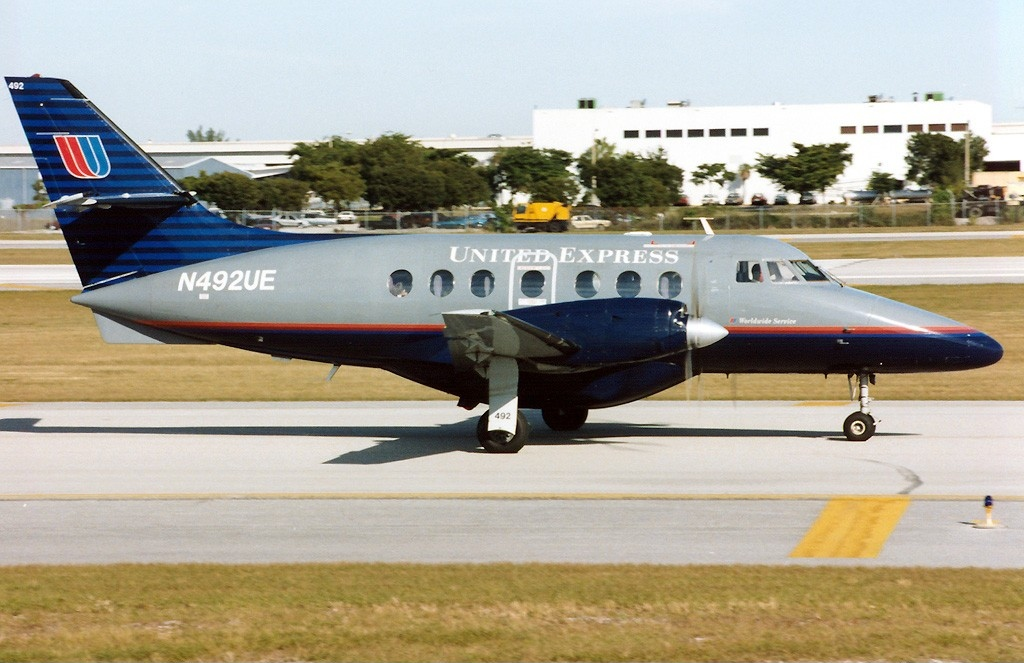
Un Jetstream 31 di United Express dipinto nella livrea 1993-2004 fotografato all'Aeroporto Internazionale di Fort Lauderdale-Hollywood.

Nel 1990 Mesa Airlines rileva tutte le rotte della United Express da Denver precedentemente gestite da Aspen Airways, ad eccezione della rotta da Denver ad Aspen passata ad Air Wisconsin. Mesa ha anche aggiunto una serie di nuove rotte anche da Denver. Nel 1992 Mesa crea una nuova divisione chiamata CalPac per iniziare il nuovo servizio United Express dallo hub di Los Angeles. Nel 1995 Mesa rileva tutte le rotte United Express negli hub di Seattle e Portland precedentemente gestiti da WestAir. Il contratto di Mesa Airlines operante come United Express viene annullato nel 1998, quando Air Wisconsin e Great Lakes Airlines rilevano le rotte di Denver, mentre SkyWest si prende le rotte di Los Angeles, Seattle e Portland.
Nel 1992 Great Lakes Airlines diventa partner di United Express, seguita da Trans States Airlines l'anno successivo. Nel 1997, quando United designa ufficialmente l'aeroporto internazionale di Los Angeles come uno dei suoi hub, anche SkyWest Airlines diventa partner di United Express. Great Lakes lascia il sistema United Express all'inizio del 2002, sebbene abbia continuato a effettuare voli in codeshare fino al termine delle operazioni nel 2018.
Nel 1993, Trans States Airlines aprì la United Feeder Service (UFS), per operare aerei ATP British Aerospace BAe per United Airlines. Gli aerei, originariamente di proprietà di Air Wisconsin e successivamente trasferiti alla United. UFS operò rotte per Chicago-O'Hare (ORD) dai mercati vicini nell'Upper Midwest degli Stati Uniti. Nel 1999 UFS viene eliminat dalla rete di vettori della United.
Quando United Express dichiarò la riorganizzazione del Chapter 11 nel 2002, fece pressione sui suoi partner regionali per ridurre le tariffe. Nel 2004, ACA annullò il suo contratto e si reinventò come vettore low cost Independence Air. L'anno successivo Air Wisconsin fece un'offerta, senza successo, per mantenere il suo contratto di volo, sebbene mantenne a terra alcune operazioni di assistenza United Express. Per compensare, United avviato nuovi accordi di servizio con Colgan Air, la sussidiaria di Trans States GoJet Airlines e le sussidiarie di Republic Airways Holdings Chautauqua Airlines e Shuttle America. Anche Mesa Airlines fu reintegrata nel sistema United Express.
Nel 2005 United Airlines annunciò che i livelli di servizio sulle principali rotte della United Express sarebbero stati aggiornati a un nuovo prodotto chiamato explus. Le rotte con servizio explus offrono posti di prima classe e un servizio pasti sugli Embraer E170 da 70 posti e sui Bombardier CRJ-700 da 66 posti. Espandendo il tradizionale ruolo di partner regionale, United Airlines inizia a utilizzare gli aerei configurati con servizi explus invece di, o insieme a, jet della flotta principale sulle rotte che collegano le grandi città come Chicago a Houston.
United Airlines annunciò una nuova città per United Express all'aeroporto internazionale di San Antonio nel 2006, ma l'esperimento durò poco. Trans States era il vettore che collegava San Antonio.